# Slaughter (Luisiana)
Slaughter es un pueblo ubicado en la parroquia de East Feliciana, Luisiana, Estados Unidos. Según el censo de 2020, tiene una población de 1035 habitantes.

## Geografía
La localidad está ubicada en las coordenadas 30°43′39″N 91°8′10″O / 30.72750, -91.13611 (30.727639, -91.136122). Según la Oficina del Censo de los Estados Unidos, Slaughter tiene una superficie total de 14.18 km², de la cual 14.16 km² corresponden a tierra firme y 0.02 km² son agua.

## Demografía

### Censo de 2020
| Raza                   | Núm. | Porc.  |
| ---------------------- | ---- | ------ |
| Blancos                | 880  | 85.02% |
| Afroamericanos         | 72   | 6.96%  |
| Amerindios             | 6    | 0.58%  |
| Asiáticos              | 3    | 0.29%  |
| Isleños del Pacífico   | 2    | 0.19%  |
| Otras razas            | 2    | 0.19%  |
| De una mezcla de razas | 70   | 6.76%  |

Del total de la población, el 1.84% son hispanos o latinos de cualquier raza.

### Censo de 2010
Según el censo de 2010, en ese momento había 997 personas residiendo en Slaughter. La densidad de población era de 70.09 hab./km². El 91.37% de los habitantes eran blancos, el 5.82% eran afroamericanos, el 1.3% eran amerindios, el 0.2% eran de otras razas y el 1.3% eran de una mezcla de azas. Del total de la población, el 1.3% eran hispanos o latinos de cualquier raza.